# Raluca Bugner
Raluca-Mioara Bugner (n. 26 mai) este o antrenoare română de gimnastică, parte a echipei de antrenori ai lotului de gimnastică feminină a României la Jocurile Olimpice de la Beijing (2008).

## Distincții
- Ordinul "Meritul Sportiv" clasa a III-a cu 1 baretă (27 august 2008) [1]